# Aphyocypris lini
Espèce
Statut de conservation UICN

CRB2ab(iii,v) : 
En danger critique
Aphyocypris lini est une espèce de poissons d'eau douce de la famille des Cyprinidae.

## Répartition
Ce poisson est endémique de Chine où son aire de répartition, très limitée, se réduit à deux localités réduites dans les provinces du Fujian et du Guangdong. Il est désormais éteint de Hong Kong et ce depuis environ 25 ans.

## Description
Aphyocypris lini peut mesurer jusqu'à 50 mm de longueur totale.

## Systématique
Le nom valide complet (avec auteur) de ce taxon est Aphyocypris lini (Weitzman (d) & Chan (d), 1966).
Aphyocypris lini a pour synonyme :
- Hemigrammocypris lini Weitzman & Chan, 1966

### Étymologie
Son épithète spécifique, lini, lui a été donnée en l'honneur de l'ichtyologiste chinois Lin Shuyan (d) (林书颜) (1903–1974) qui a décrit ce poisson en 1939 mais sous un nom déjà occupé (Aphyocypris pooni Herre 1939).

### Publication originale
- (en) Stanley H. Weitzman et Lai Lee Chan, « Identification and Relationships of Tanichthys albonubes and Aphyocypris pooni, Two Cyprinid Fishes from South China and Hong Kong », Copeia, Société américaine des ichtyologistes et des herpétologistes, vol. 1966, no 2,‎ 21 juin 1966, p. 285-296 (ISSN 0045-8511 et 1938-5110, OCLC 1565060, DOI 10.2307/1441136, JSTOR 1441136). [6]